# Alexandra Rapaport
Alexandra Susanna Rapaport (Stockholm, 26 december 1971) is een Zweedse actrice. Zij is in België en Nederland vooral bekend van haar rol in de detectiveserie Morden i Sandhamn en die in de film Jagten. Ook staat ze regelmatig op het toneel.

## Jeugd
Alexandra Rapaport groeide op in Bromma, een stadsdeel van Stockholm. Zij is de dochter van architect Eva Rapaport (1938-1981) en statisticus Edmund Rapaport (1923-2020). Haar Joodse ouders kwamen oorspronkelijk uit Polen; haar vader is tijdens de Tweede Wereldoorlog naar Zweden gevlucht. Haar moeder overleed toen Alexandra nog jong was.
Zij hield van toneelspelen. Als tiener bemachtigde ze een rol in de Zweedse tv-serie Det blåser på månen (1985). Na een baantje als serveerster ging zij studeren aan de theateracademie. In 1996 kreeg Rapaport haar filmdebuut in de Zweedse film Ellinors bröllop van Henry Meyers; ze was toen nog student. In 1997 studeerde zij af aan de Teaterhögskolan i Stockholm.

## Acteur

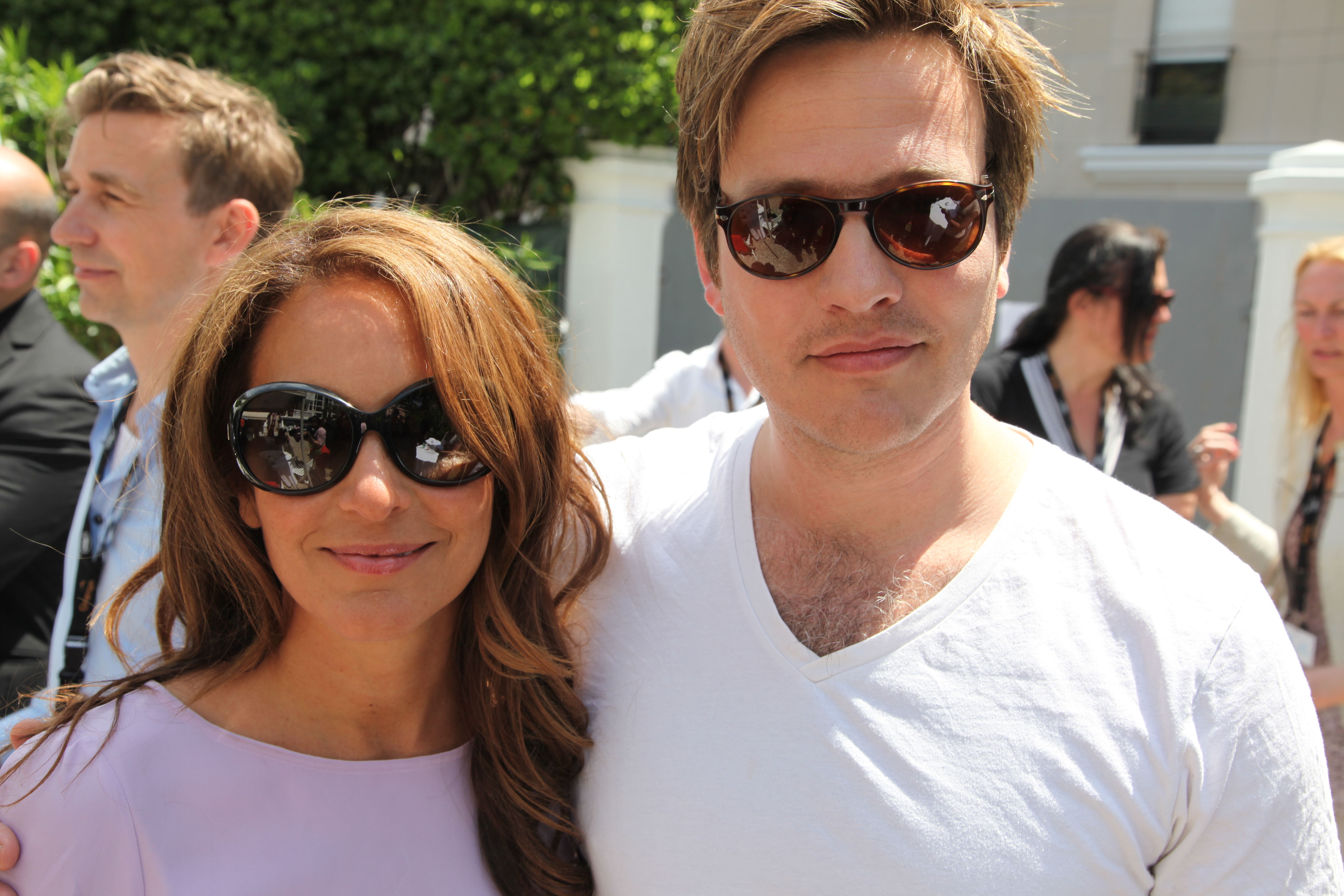
Alexandra Rapaport met Thomas Vinterberg in Cannes in 2012

Na haar afstuderen was zij enkele jaren verbonden aan het Uppsala Stadsteater en aan het Kungliga Dramatiska Teatern (Dramaten). Al sinds 2003 behoort Alexandra Rapaport tot het vaste toneelgezelschap van Dramaten en heeft onder meer meegewerkt aan uitvoeringen van Herr Arnes penningar, Koning Lear, De ingebeelde zieke en Pygmalion van George Bernard Shaw. Bij het grotere publiek is Rapaport vooral bekend van de detectiveserie Morden i Sandhamn en van Thomas Vinterbergs film Jagten.

## Familie

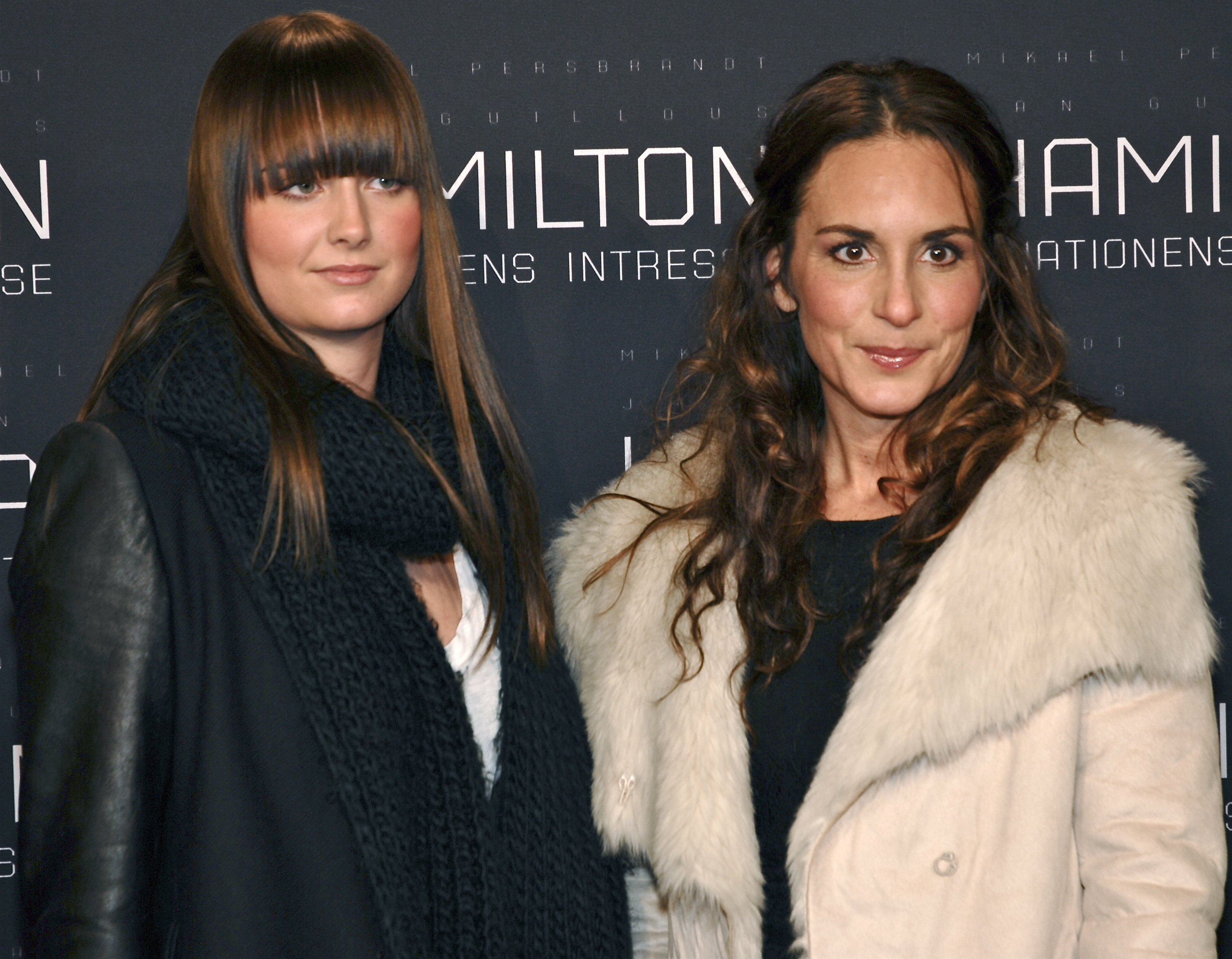
Rapaport met haar zus Josefina in 2012

Rapaport is gehuwd met Joakim Eliasson; het echtpaar heeft een zoon en een dochter. Alexandra Rapaport was een tante van de Zweedse alpine freeride skiër Matilda Rapaport en is een tante van de alpineskiër Helena Rapaport.

## Filmografie (selectie)
- 1999 – Tsatsiki, morsan och polisen (jeugdfilm)
- 1999 – Mörkrets furste (Witchcraft)
- 2000 – Herr von Hancken (televisieserie)
- 2001 – Livvakterna
- 2001 – Om inte
- 2003 – Järnvägshotellet (televisieserie)
- 2003 – Talismanen (televisieserie)
- 2008 – Nattrond (Nachtronde)
- 2008 – Selma (televisieserie over de Zweedse schrijver Selma Lagerlöf)
- 2010-2015 – Morden i Sandhamn (televisieserie)
- 2011 – Kronjuvelerna
- 2012 – Jagten
- 2015 – The Team (televisieserie)
- 2015 – Falk: Tyst diplomati
- 2015 – Modus (televisieserie)
- 2015 – Lasse-Majas detektivbyrå – Stella Nostra
- 2015-2017 – Gåsmamman (televisieserie)
- 2018-heden – Morden i Sandhamn (televisieserie)
- 2018 – Springvloed (televisieserie)
- 2019 – Helt Perfekt (televisieserie)
- 2019 – Heder (televisieserie)[7][8]

## Theater

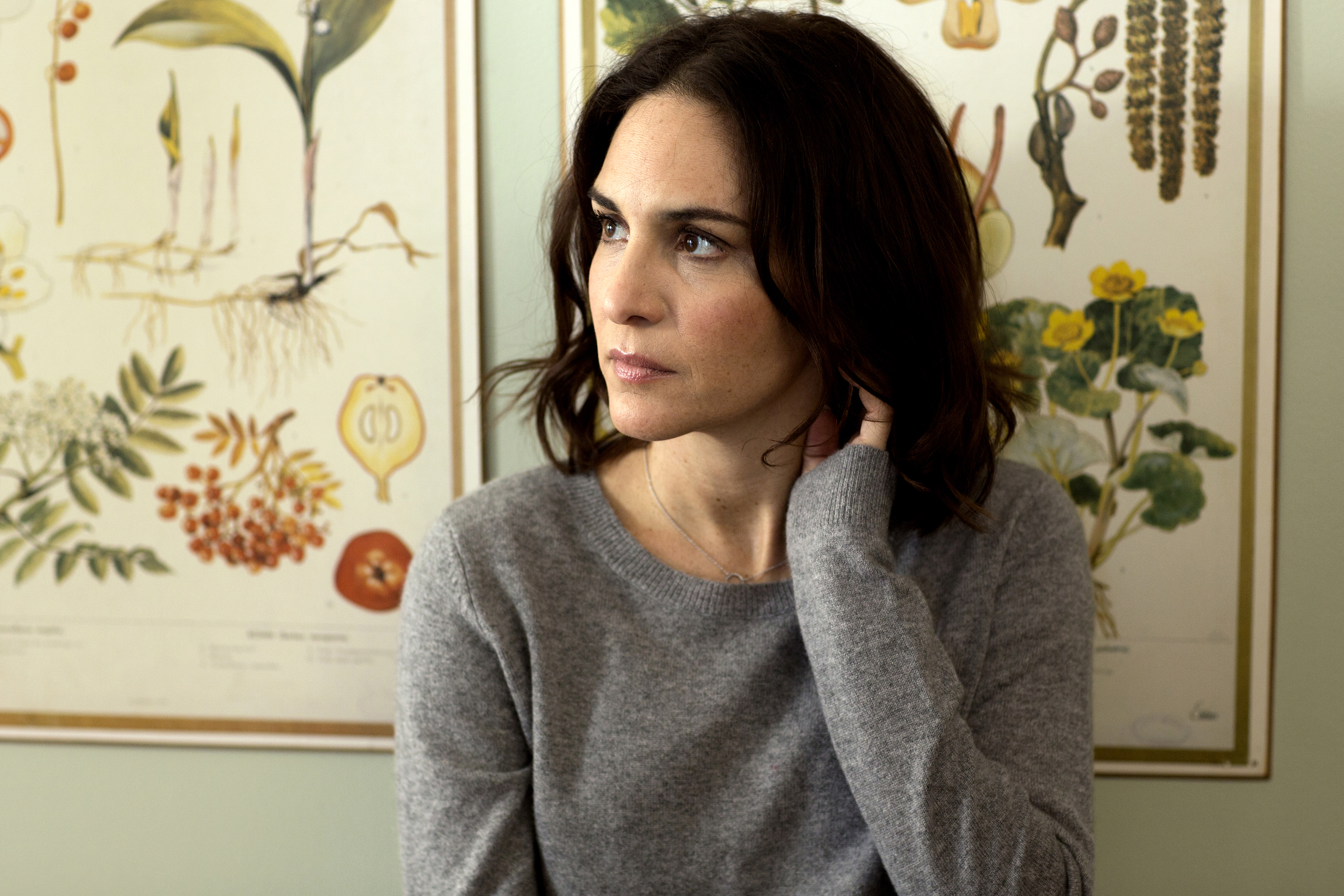
2015

- 1996: 900 Oneonta Street van David Beaird - Burning Jewel (Stockholms stadsteater)
- 2003: Koning Lear van William Shakespeare - nar (Dramaten)
- 2006: Valerie Jean Solanas ska bli president i Amerika van Sara Stridsberg - Daddy’s girl (Dramaten)
- 2009: Final van Victoria Benedictsson en Axel Lundegård - Agda Lundberg (Dramaten)
- 2013: The Mental States of Sweden van Mattias Andersson - medewerker (Dramaten)
- 2015: Driekoningenavond van William Shakespeare - Olivia (Dramaten)

Marodörer van Hannes Meidal en Jens Ohlin - Katla (Dramaten)
- 2018: Höst och vinter van Lars Norén - Ewa (Dramaten)[4]

## Luisterboeken
Alexandra Rapaport heeft ook diverse luisterboeken ingesproken in het Zweeds.
- 2005-2006 – Kalle Blomkvist  van Astrid Lindgren
- 2007 – Guldkalven (Het gouden kalf) van Helene Tursten
- 2007 –Tatuerad torso (De getatoeëerde torso) van Helene Tursten
- 2013 – Het grote huis (Great house) van Nicole Krauss

## Prijzen en stipendia
- 2000 – stipendium van Theatergezelschap Daniel Engdahl
- 2000 – Poznan Goats voor Beste Actrice op het Poznan Filmfestival
- 2000 – Shooting Star op het Filmfestival van Berlijn
- … – Kristallen, Zweedse televisieprijs

- Bibliothèque nationale de France: cb11188356h (data)
- Gemeinsame Normdatei: 1064280412
- International Standard Name Identifier: 0000 0001 3250 8915
- Système universitaire de documentation: 168468743
- Virtual International Authority File: 313405374
- WorldCat: E39PBJjxtGFmhyMvW4QvPvdJDq